# Aleksandr Voronski

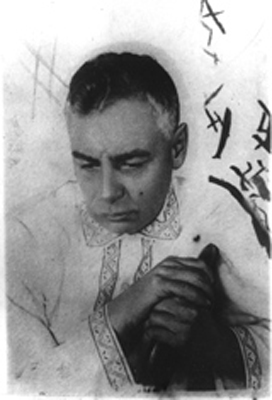
Aleksandr Voronski, 1919

Aleksandr Konstantinovitsj Voronski (Russisch: Александр Константинович Воронский) (Tambov, 8 september 1884 – Bij Moskou, 13 augustus 1937) was een Russisch publicist en literair criticus.

## Leven en werk
Voronski werd geboren als zoon van een Russisch-orthodox priester en volgde een opleiding op het seminarie in Tambov. Daar ontplooide hij al snel illegale reactionaire activiteit, sloot zich in 1904 aan bij de bolsjewistische partij en werd in 1905 van school gestuurd. Hij verhuisde naar Sint-Petersburg waar hij partijopdrachten uitvoerde en Lenin ontmoette. In 1906 werd hij gearresteerd en veroordeeld tot een jaar eenzame opsluiting. Vervolgens volgde tot aan de Russische Burgeroorlog een periode van voortdurende ondergronds agitatie, arrestaties en verbanningen. Tussendoor, in 1912 nam Voronski deel aan de bolsjewistische conferentie te Praag, waar hij ook sprak.
Voronski nam in 1917 actief deel aan de Russische Revolutie te Odessa, onder meer door het opzetten van een Bolsjewistische krant. In 1918 werd hij hoofd van het partijcomité in Ivanovo en hielp hij zijn vriend Michail Froenze met het opzetten van de krant “Werkers land”. In 1921 vertrok Voronski naar Moskou, waar hij in contact kwam met Lenin en Loenatsjarski, met wie hij de start van het politiek-literaire tijdschrift 'Rood Braakland' en van een nieuwe uitgeverij overeenkwam. Daarmee was hij begin jaren twintig een tijd lang de belangrijkste literaire criticus in Sovjet-Rusland. Als ruimdenkend marxist verzamelde hij vooral jonge Sovjetschrijvers om zich heen die de burgeroorlog hadden meegemaakt en de idealen van de revolutie koesterden, doch wars van de orthodoxe lijn. In 1923 richtte hij in die geest de literaire beweging Pereval op en zette zich in een felle polemiek af tegen de rechtlijnige RAPP en de Proletkoelt. Voronski was toegewijd aan het communisme, maar volgens hem was literatuur niet bedoeld om groepen te mobiliseren c.q. te manipuleren. Een schrijver moest in zijn optiek ook ruimte hebben om vanuit zijn eigen intuïtie en creativiteit dingen te schrijven die wellicht niet helemaal strookten met de formele partijideologie.
Voronski was in de eerste helft van de jaren twintig een belangrijk protegé van Trotski en betaalde daarvoor de tol na de machtstoename van Jozef Stalin. Reeds in 1927 werd hij na een (geënsceneerde) lastercampagne (vanwege ‘trotskisme’) afgezet als redacteur van “Rood Braakland” en in 1928 werd hij uit de partij gestoten. Na een spijtbetuiging kreeg hij echter in 1929 zijn lidmaatschap weer terug, kon hij zijn werkzaamheden als criticus nog enige tijd hervatten, maar in 1935 werd hij wederom uit de partij gestoten en belandde op een zijspoor. In 1937 werd hij uiteindelijk gearresteerd, op 13 augustus berecht, veroordeeld en waarschijnlijk diezelfde dag nog geëxecuteerd.